# Irbit (město)
Irbit (rusky Ирбит) je město ve Sverdlovské oblasti v Ruské federaci. Při sčítání lidu v roce 2010 měl přes osmatřicet tisíc obyvatel.

## Poloha
Irbit leží při ústí Irbitu do Nicy (povodí Obu). Od Jekatěrinburgu, správního střediska oblasti, je vzdálen přibližně 200 kilometrů severovýchodně. Nejbližší jiné město v okolí je Turinsk přibližně 55 kilometrů severovýchodně.

## Dějiny
Irbit byl založen v roce 1631 pod jménem Irbejskaja sloboda (Ирбейская слобода). V roce 1662 byl přejmenován na Irbit.
V roce 1773 v době Pugačovova povstání se místní obyvatelé postavili na odpor Pugačovovým jednotkám, které se pokusily město obsadit. Jako odměnu za věrnost udělila o dva roky později carevna Kateřina II. Veliká Irbitu status města a věnovala mu peníze na stavbu veřejných budov (mimo jiné katedrály později zničené v třicátých letech dvacátého století).
V 17., 18. a 19. století byl Irbit významným obchodním střediskem, časem jedním z největších na celé Sibiři. Tento trend ukončila výstavba Transsibiřské magistrály, která byla postavena jinudy a stala se hlavní sibiřskou obchodní tepnou.
Ve třicátých letech dvacátého století bylo ve město postaveno několik továren a přeměnu Irbitu na průmyslové město dokončila druhá světová válka, kdy bylo do Irbitu evakuováno několik továren z evropské části Sovětského svazu.

### Rodáci
- Jurij Litujev (1925–2000), atlet - překážkář
- Olga Čerňavská (*1963), atletka – diskařka

## Hospodářství
Mezinárodně nejznámější továrnou v Irbitu je Irbitský motocyklový závod (Ирбитский мотоциклетный завод – Irbitskij motocikletnyj zavod) vyrábějící motocykly značky IMZ-Ural.